# Ålö (Insel)
Ålö ist eine Insel im Süden des Stockholmer Schärengartens. Sie gehört zur schwedischen Gemeinde Haninge.

## Lage
Ålö liegt zwischen Rånö im Westen und Utö im Nordosten. Ålö ist von der Nachbarinsel Utö nur durch eine schmale Meerenge, den Alsundet, getrennt. Beide Inseln sind mit einer Brücke verbunden. Die Insel Stora Björn liegt etwa einen Kilometer südwestlich von Ålö. In Richtung Südosten liegt offenes Meer bis zum Baltikum.

## Infrastruktur
Auf der Insel leben 18 Einwohner. In der Inselmitte liegt Ålö Gård mit einer Autowerkstatt.
Die Insel ist mit dem Skärgårdsbåt, einer regulären Bootsverbindung von Nynäshamn nach Ålö und Rånö, oder mit dem Boottaxi zu erreichen. Die Überfahrt vom Strömkajen in Stockholm dauert etwa 90 Minuten.
Am Südende der Insel neben dem Fähranleger der Waxholmsbolaget liegt das Restaurant Krogen Båtshaket.
Auf der Südostseite ist ein großer, hufeisenförmigen Sandstrand, der Storsand. Sonst besteht die Küste meist aus schroffen Klippen.

## Naturschutz
Ålö, Nåttarö und Rånö besitzen eine artenreiche Tier- und Pflanzenwelt. Deshalb wurden die drei Inseln 2008 zum Naturreservat erklärt.